# Grégoire Defrel
Grégoire Defrel (Meudon, 17 juni 1991) is een Frans voetballer die doorgaans als aanvaller speelt. Hij verruilde AS Roma in juli 2020 voor US Sassuolo, dat hem in het voorgaande seizoen al huurde.

## Clubcarrière
Defrel debuteerde op 22 mei 2011 voor Parma in de Serie A, tegen Cagliari. Tijdens het seizoen 2011/12 werd hij uitgeleend aan US Foggia. Hij scoorde toen vier doelpunten in 23 wedstrijden voor Foggia in de Lega Pro Prima Divisione. Defrel verhuisde in 2012 hij naar AC Cesena, dat toen in de Serie B uitkwam. Defrel promoveerde in 2014 met Cesena naar de Serie A. Hij maakte op 20 september 2014 zijn eerste doelpunt voor Cesena in de Serie A, tegen Empoli.